# Genderongelijkheid begin 21e eeuw

Genderongelijkheidsindex in 2019

Genderongelijkheidsindex in 2014

Genderongelijkheid is de ongelijke positie van individuen op basis van hun gender. Ondanks verbeteringen na de eerste en tweede feministische golf bestaat genderongelijkheid in de 21e eeuw nog altijd. Bij de participatie in verschillende beroepsgroepen, het openbare leven, de media, het bestuur van openbare organen en rechtspersonen is er ook aan het begin van de 21e eeuw nog geen sprake van een gelijke verdeling tussen mannen en vrouwen. Daarbij gaat het niet alleen om de houding tegenover vrouwen; volgens een schatting van de VN uit 2017 heeft 90% van de landen voor vrouwen discriminerende wetgeving.

## Bepaling van de genderongelijkheid
Het World Economic Forum bepaalt jaarlijks de "gendergap index" om de genderongelijkheid te meten. De parameters die daarin worden meegenomen zijn gezondheid, opleiding, economische bijdragen, en politieke activiteit. Er wordt voortgang geboekt in vrijwel alle landen, maar nog geen enkel land is erin geslaagd om de genderongelijkheid geheel op te heffen. In 2015 stond IJsland boven aan de lijst met de grootste gendergelijkheid. De Europese Unie doet ook metingen, die resulteren in de Gender Equality Index.
In het jaar 2017 zijn in de rapportage van het World Economic Forum zowel België als Nederland gedaald op de lijsten van gendergelijkheid. Zowel de ongelijkheid in betaling, als die op het gebied van politieke macht waren groter geworden dan in de jaren ervoor.

## Onderwijs en opleiding

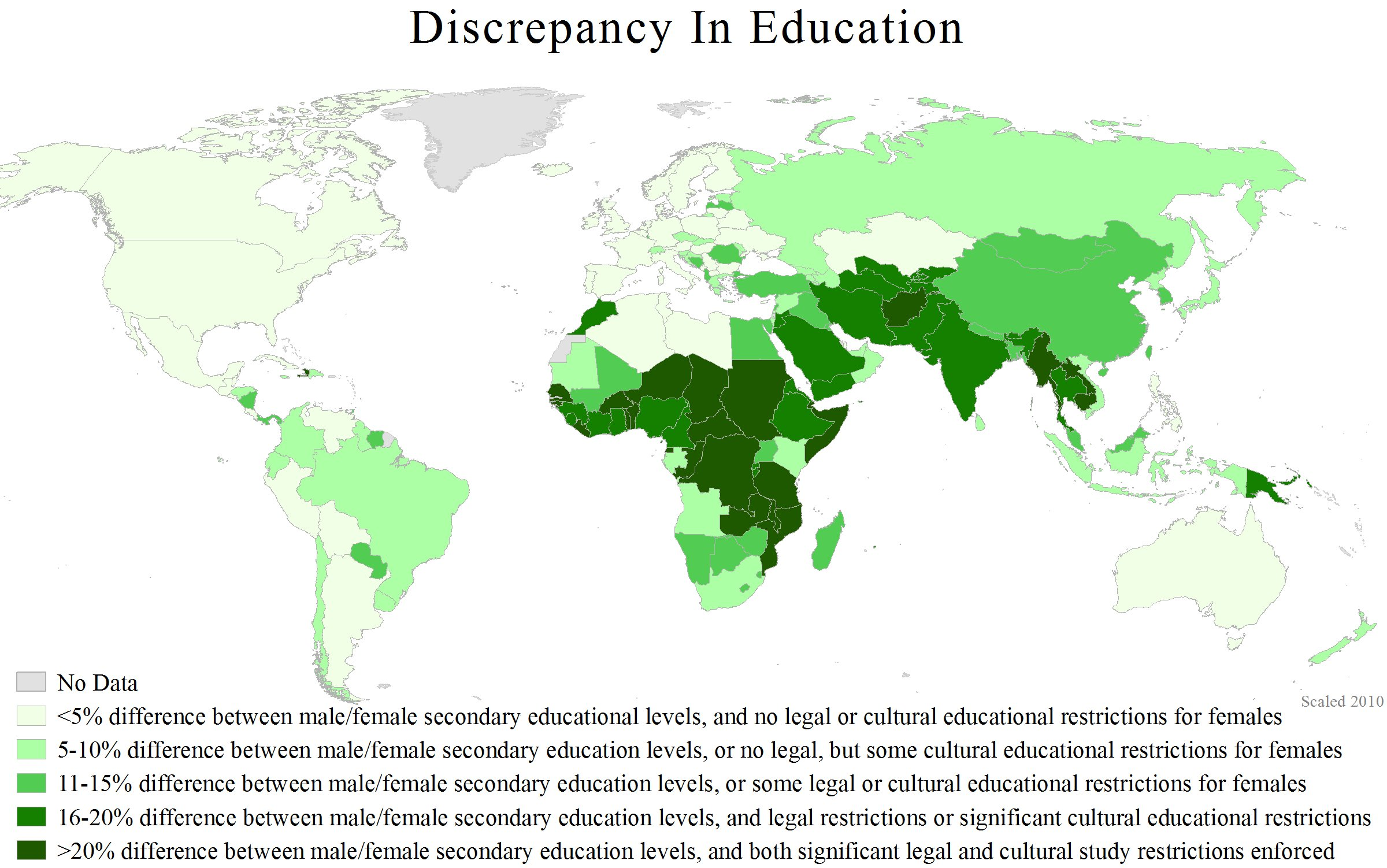
Wereldwijde verschillen in opleiding tussen vrouwen en mannen in 2010. Hoe donkerder de groene kleur, des te groter de verschillen. De lichtste kleur groen komt overeen met een verschil van minder dan 5%. Er zijn in deze landen geen wettelijke of culturele beperkingen voor vrouwen om te studeren. Bij de donkerste kleur groen is het verschil groter dan 20%. In die landen bestaan onder andere wettelijke belemmeringen voor vrouwen om te studeren.

Steeds meer vrouwen volgen een hogere opleiding. In verreweg de meeste van de 35 landen die lid zijn van de OECD volgen meer meisjes dan jongens een hogere opleiding. Vrouwen kiezen daarbij echter minder vaak voor de exacte vakken dan voor de humaniora. De oorzaken daarvan zijn niet bekend. In 2017 werd een onderzoek van Microsoft gepubliceerd waaruit bleek dat meisjes rond hun 15e levensjaar hun interesse in de STEM-onderwerpen al voorgoed verliezen. De oorzaken daarvan zijn niet bekend, maar hebben mogelijk te maken met:
- Het willen aansluiten bij sociale verwachtingen.
- Stereotiepe denkbeelden van wat een meisje hoort te interesseren.
- De genderrol die meisjes aannemen.
- Gebrek aan rolmodellen voor meisjes van vrouwen die een technisch beroep hebben gekozen.
- Aangeboren lagere intrinsieke interesse en/of aanleg

Uit onderzoek is meerdere malen gebleken dat de genderstereotypen een grote rol spelen in de opleiding van vrouwen. Al vanaf jonge leeftijd worden meisjes door hun leraren anders behandeld dan jongens in dezelfde schoolklassen. Daarbij gaat het om stereotypen voor vrouwen zoals "zacht, emotioneel, intuïtief, ontechnisch en verzorgend" tegenover die voor mannen zoals "hard, beheerst, zakelijk, technisch en jagend". Maar in mediterrane landen als Italië, Turkije en Iran studeren wel ongeveer evenveel vrouwen als mannen een vak als natuurkunde.

### Nederland
In 2018 bleek uit onderzoek dat mannen aan Nederlandse universiteiten bij een academische promotie meer kans hadden op de kwalificatie cum laude dan vrouwen, hoewel er in Nederland evenveel mannen als vrouwen promoveren. De erkenning die de promovendus hiermee verkrijgt aan het begin van de loopbaan heeft een groot effect voor de toekomst van de persoon.
In juni 2019 stelde de TU Eindhoven permanente academische vacatures – zoals vacatures voor hoogleraren – gedurende de eerste zes maanden alleen open voor vrouwen. Dit beleid zou gaan gelden voor anderhalf jaar, waarna een jaarlijkse evaluatie plaats zou vinden. De reden van deze wijziging in het personeelsbeleid was de grote genderonbalans. Volgens rector Frank Baaijens leidde een grotere diversiteit van het personeel tot betere prestaties, meer creatieve ideeën en snellere innovatie. In 2020 oordeelde het College voor de rechten van de mens hierover dat 'het drastische middel van uitsluiting van mannelijke sollicitanten niet is toegestaan'.

## Werk en salaris

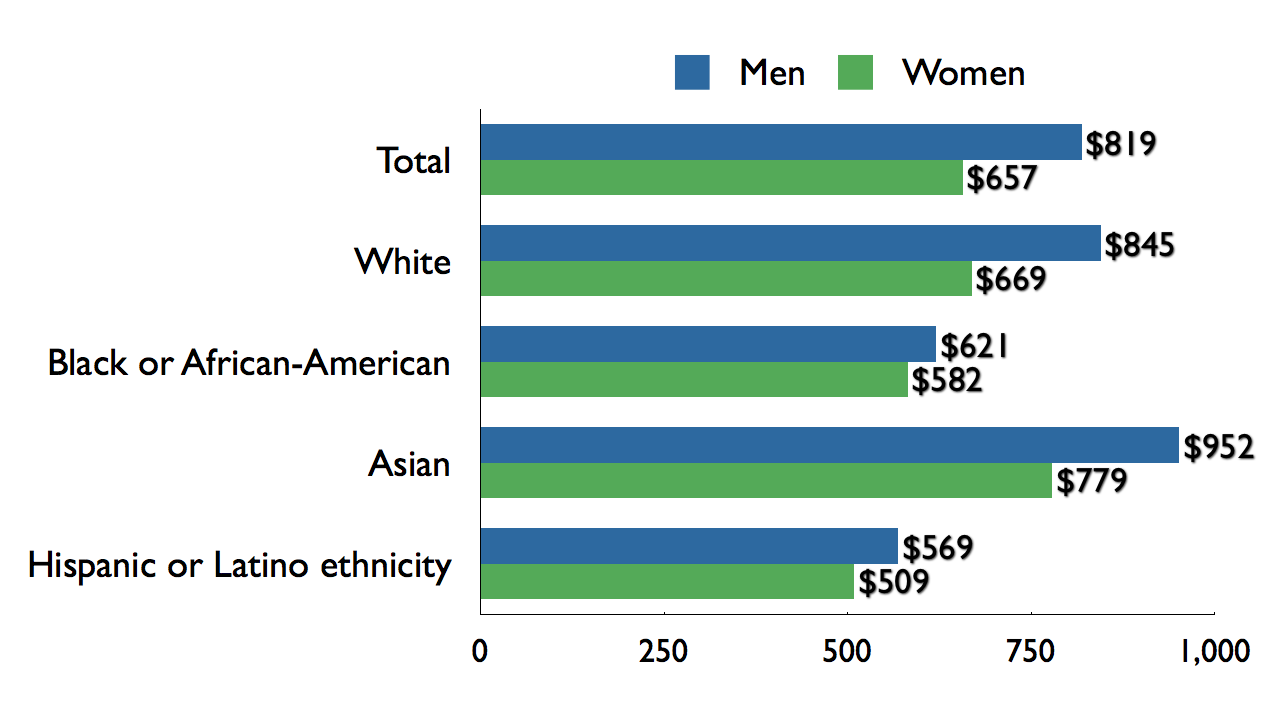
Mediaan van het inkomen per week, uitgesplitst naar sekse, ras en etniciteit, V.S. 2009. Uit deze figuur blijkt dat vrouwen in alle etnische groepen in de VS minder verdienen dan mannen.

In maart 2017 bleek uit onderzoek door de Verenigde Naties dat vrouwen wereldwijd 23% minder verdienden dan mannen. Dit verschil wordt de loonkloof genoemd.
Er bestaan verschillen in betaling tussen vrouwen en mannen. In beroepsgroepen, zoals kapper, verpleger, secretaresse en schoonmaker zijn vrouwen oververtegenwoordigd. Ook in de beroepsgroep leerkracht op een basisschool waren vrouwen in 2016 oververtegenwoordigd. Dit werd als een probleem gezien omdat jongetjes op deze manier geen rolmodel hadden, zodat er stemmen opgingen om het salaris voor leerkrachten te verhogen, teneinde meer mannen aan te lokken voor het beroep. Het percentage vrouwen in het onderwijs stijgt nog steeds. Toch blijkt er ook in het onderwijs een loonkloof te bestaan, maar die is in het onderwijs wel minder groot dan bij andere sectoren. Ook bestaat binnen het onderwijs nog genderongelijkheid. Mannen zijn meer aanwezig dan vrouwen in de hogere opleidingen. In het tertiair onderwijs waren vrouwen in 2014 in de minderheid, gemiddeld wereldwijd en ook in Nederland. In België werkten er in 2014 evenveel mannen als vrouwen in het tertiair onderwijs.

### Nederland
Sommige Nederlandse cao-afspraken zijn in de praktijk nadelig voor vrouwen. Dat heeft bijvoorbeeld te maken met stelsels van functie-omschrijvingen en schaalindelingen. Voor traditionele mannenberoepen worden vaak meer functie-trappen ontworpen en bestaan daardoor meer mogelijkheden voor carrièrestappen en salarissprongen dan voor traditionele vrouwenberoepen. De functiewaarderingssystemen in Nederland zijn weliswaar gescreend op (verborgen) discriminatie, maar bij de toepassing in de praktijk komen nog wel onregelmatigheden voor. Zo worden functies van mannen uitvoeriger beschreven dan functies van vrouwen. De CAO Theater kent bijvoorbeeld vijf functietrappen in het segment Techniek en drie in het segment Atelier. Onder andere heeft het segment Techniek een extra en betere betaalde functie voor het hoofd.
Ongelijke betaling voor gelijk werk komt in Nederland echter nog steeds voor. In 2012 verdienden vrouwen in Nederland gemiddeld 19 procent minder dan mannen. In 2016 was het verschil weinig anders; mannen verdienden toen 18% meer dan vrouwen. Zelfs na correctie voor leeftijd, opleiding, werkervaring, sector en functieniveau was er in 2017 een verschil in beloning van 5% binnen de overheid en 7% bij het bedrijfsleven. Dit ondanks de Wet gelijke behandeling, die in 1980 van kracht werd. Op grond van die Wet is verschil in beloning niet toegestaan. De naleving van die wet is echter moeilijk, omdat de bewijslast bij de werkneemster ligt.
Uit gegevens over de periode 2010-2013 bleek dat vrouwen in de wetenschap ook minder kans hadden op het verkrijgen van onderzoekssubsidie of beurzen.

## Media

### Verenigde Staten
In 2014 bleek uit onderzoek door het Women’s Media Center dat in de VS alle Amerikaanse media, drukwerk, televisie en internet voor 60-63% gevuld worden door mannen. Het verschil is vooral groot bij items over misdaad en politiek. Onderzoek naar de aanwezigheid van mannen en vrouwen in Hollywoodfilms heeft laten zien dat mannen gemiddeld twee keer zoveel schermtijd krijgen dan vrouwen. Dat ook het aantal vrouwelijke regisseurs achterblijft, blijkt uit onderzoek in de Verenigde Staten; slechts 7% van de regisseurs van Hollywoodfilms zijn vrouw.

### Spanje
Onderzoek heeft uitgewezen dat vrouwen in Spaanse online kranten vooral gelinkt worden aan traditionele vrouwensecties zoals mens, maatschappij en cultuur. Vrouwen verschijnen vaker in korte nieuwsitems, hetgeen erop kan wijzen dat nieuws over mannen belangrijker gevonden wordt. Vrouwelijke journalisten blijken vaker over vrouwen te publiceren dan mannen, maar er zijn wel minder vrouwelijke journalisten. Volgens de auteurs van dat onderzoek versterkt het nieuws zoals dat op het internet wordt gepubliceerd de genderongelijkheid.

### Nederland
Hoewel het aantal vrouwelijke journalisten in Nederland begin 21e eeuw steeg, bleven zij in de minderheid. Dit gold voor kranten, tijdschriften en radio- en televisieprogramma's op het gebied van algemeen nieuws en met name van opinie. Ook bij het aantal gasten in talkshows bleven vrouwen in Nederland ver in de minderheid. Tussen 1999 en 2013 bedroeg het percentage vrouwelijke gasten gemiddeld 30%; 70% van de gasten waren mannen.
In 2017 waren er op de twee meest beluisterde radiozenders in Nederland, Radio 2 en Radio 538 overdag door de week geen vrouwelijke dj’s te horen. Roosmarijn Reijmer was de enige vrouw die als dj in de avonduren te horen is.
In de eerste helft van 2019 was het percentage vrouwen in beeld in Nederlandse prime time programma's 41,4 procent bij de commerciële omroep, 32,5 procent bij de NPO. Er waren echter wel evenveel vrouwen als mannen presentator. Vooral als het ging om professionele deskundigheid bleken er minder vrouwen aan het woord te komen dan mannen, namelijk 18,4 procent vrouw bij de NPO, bij de commerciële zenders 28,4 procent.

### Wikipedia
Slechts 18% van de biografieën op de Franstalige Wikipedia was begin 2021 gewijd aan vrouwen.

## Kunstwereld

### Verenigde Staten
Hoewel in Amerikaanse orkesten veel vrouwen als musicus werken, zijn er zeer weinig vrouwelijke dirigenten, en ontbreken zij mogelijk nog vaker in een functie zoals artistiek leider.

### Nederland
Onderzoek door ABN AMRO Bank en Women Inc. naar de Nederlandse situatie liet in 2022 een groot verschil zien in de mate waarin mannelijke en vrouwelijke beeldende kunstenaars beloond werden. Mannen verdienden ca. 50% meer. Ook was er in de ca. 400 galeries voor beeldende kunst meer werk van mannen dan van vrouwen te zien. Er leek anderzijds wel sprake van verbetering; zo wonnen vrouwen steeds vaker een nationale kunstprijs.

## Maatschappelijke rolverdeling

### Nederland
In 2016 onderzocht het Centraal Bureau voor de Statistiek hoe jongeren aankeken tegen taakverdeling tussen mannen en vrouwen. Het bleek dat jongeren voor de verdeling van huishoudelijke en zorgtaken doorgaans kozen voor een gelijke verdeling tussen beide partners. Maar als er jonge nog niet naar schoolgaande kinderen waren, vonden jongeren dat vooral de vrouw de zorg voor hen op zich moest nemen. Met name meisjes hadden deze mening. Bij een eerder, relatief klein onderzoek uit 2015 door een ander onderzoeksbureau bleek dat huishoudelijke taken volgens volwassen vrouwen en mannen gelijk verdeeld moesten worden tussen de partners. In de praktijk was dat bij hen echter niet altijd het geval. Hoe hoger het inkomen van de man, des te minder huishoudelijk werk hij bleek te verrichten.